# Красне (Ненецький автономний округ)
Красне (ненец. Красное, рос. Красное) — селище у Заполярному районі Ненецького автономного округу Архангельської області Російської Федерації.
Населення становить 1625 осіб (2012). Входить до складу муніципального утворення Приморсько-Куйська сільрада.

## Історія
Від 2005 року належить до новоутвореного Заполярного району. Згідно із законом від 24 лютого 2005 року органом місцевого самоврядування є Приморсько-Куйська сільрада.

## Населення
| 2002 | 2010  | 2012  |
| ---- | ----- | ----- |
| 1566 | ↘1519 | ↗1625 |